# Scottish Open 1956
Die Scottish Open 1956 waren die 37. Austragung dieser internationalen Meisterschaften von Schottland im Badminton. Sie fanden vom 13. bis zum 14. Januar 1956 in Edinburgh statt.

## Finalresultate
| Disziplin    | Sieger                     | Finalist                   | Ergebnis            |
| ------------ | -------------------------- | -------------------------- | ------------------- |
| Herreneinzel | John D. McColl             | Tony Jordan                | 15–0, 17–14         |
| Dameneinzel  | Iris Cooley                | Heather Ward               | 6–11, 11–4, 11–5    |
| Herrendoppel | Warwick Shute John Best    | John D. McColl Tony Jordan | 13–18, 15–10, 15–10 |
| Damendoppel  | Iris Cooley June Timperley | M. Crockett Heather Ward   | 15–7, 15–3          |
| Mixed        | Tony Jordan June Timperley | John Best Iris Cooley      | 12–15, 15–10, 15–8  |